# ワイド90 テレテレ大作戦
ワイド90 テレテレ大作戦（ワイドきゅうじゅうテレテレだいさくせん）は、1975年10月6日から1976年4月2日（1975年度）まで、及び1976年10月4日から1977年4月1日（1976年度）までSTVラジオ（当時は札幌テレビ放送ラジオ局）で生放送されていた、電リクなどによるリクエスト・バラエティのワイド番組。
放送時間は両年度共通して、月曜日〜金曜日 18:30〜20:00。ナイターオフシーズンに限っての放送だった。

## 概要
前年度1974年度までナイターオフの平日19時台で放送されていた『STVホットライン』と比べて、当時（1975年10月）方針として打ち出されていた「ヤング指向強化」の一環として、リスナー層の主な対象年齢を引き下げ、若者リスナーを主な対象としたもので、リスナー自身が番組を作り上げ「若者の持つ意外な面白さとハプニング」も狙ったという電リク中心の番組。パーソナリティは月曜〜金曜通して、1975年度は当時共に同じSTVラジオの『アタックヤング』のパーソナリティも務めていた村上元昭と高野義雄、1976年度は高野義雄と和久井薫。2人の男性アナウンサーの軽妙なタッチの掛け合いによるトークと共に、前年度1974年度のナイターオフの平日19時台で放送されていた『STVホットライン』から「リスナーが電話で参加して話題や情報を提供する」という基本内容を継承しながら、本番組でもリスナーからのリクエストなどによる曲と一緒に様々な情報を送っていた。

## 主なコーナー

### 1975年度（1975年10月 - 1976年4月）
歌謡曲だよT・P・O
- TPO（時間・場所・場合）を本コーナーの基調として、リクエストを寄せたリスナーと電話をつなぎ、なぜその曲が好きかということや、そのリスナーの友人の話や学校、職場などでの話題をきいて話し合いながら曲をオンエアしていた[4]。

あなたのニュース
- 前年度までの番組『STVホットライン』からの継続企画で[4]、近所や身の周りでの事件や出来事、自分自身の誕生日のエピソードなどを番組を通じてリスナー間同士で知らせ合おうというコーナー[4]。

アイドル・ナンバーワン

### 1976年度（1976年10月 - 1977年4月）
ベスト3・ワースト3
- 「今一番聴きたい曲」と「今一番聴きたくない曲」のリクエストを募集し、中間発表を挟んで、最終的にそれぞれ3曲ずつ選曲して発表[5]。

ザ・ランク
- 「今一番なりたい職業」「今一番好きな漫画」など日替わりで一つ決められたテーマごとに電話で意見・回答を募集、その回答数を集計して上位3位までを発表[5]。

ヤング情報
- リスナーから提供された、学校の催物やサークル活動などを紹介するミニコミ情報コーナー[5]。